# Урманов, Кондратий Никифорович
Кондра́тий Ники́форович Урманов (наст. фамилия Тупиков; 22 марта 1894, село Васильевка, Акмолинской области — 9 ноября 1976, Новосибирск) — русский советский писатель. Один из создателей и постоянный автор журнала «Сибирские огни». Член Союза писателей СССР (1934).

## Биография
Родился в 1894 году в селе Васильевка Каменской волости Кокчетавского уезда Акмолинской области, в бедной крестьянской семье.
Окончив сельскую трехклассную школу, учительницу которой называл своим проводником в мир литературы, в 1909 году поступил учился в сельскохозяйственное училище в Атбасаре, но в 1913 году был выгнан с формулировкой «за вольнодумство и непочтительные отзывы о школьном начальстве, а также богохульские настроения» — на самом деле организовал подачу генерал-губернатору жалобу на директора, использовавшего учеников в качестве дармовой рабочей силы. После работал маляром, грузчиком на пристани, рассыльным, писарем в переселенческом управлении.
В 1917 году экстерном сдал экзамен на звание народного учителя, поступил в одну из школ Кокчетавского уезда. Однако долго поработать учителем не пришлось — как связанный с революционным подпольем в 1918 году был арестован, но совершил побег из-под конвоя, ушёл в подполье, а с началом Гражданской войны — к красным партизанам Сибири, сражался с колчаковщиной.
По поручению Кокчетавского уездного комитета партии организовал в Кокчетаве газету «Красный пахарь» (ныне — районная газета «Степной маяк»), работал в газете «Приишимье».
Летом 1921 года переезжает в Новониколаевск, где работает в редакции газеты «Советская Сибирь» и становится одним из организаторов журнала «Сибирские огни» и его постоянным автором.
В 1934 году был делегатом на Первом съезде писателей СССР, став одним из первых членов Союза писателей СССР.
Награждён орденом «Знак Почёта», медалью «За доблестный труд в Великой Отечественной войне», удостоен Почётной грамоты Президиума Верховного Совета РСФСР.
Умер в 1976 году в Новосибирске. Похоронен на Заельцовском кладбище (квартал 66).

## Творчество
Первый рассказ «Кто виноват?» напечатан в 1915 году в журнале «Ленские волны». С 1922 года постоянный автор журнала «Сибирские огни».
В 1924 выходит первый сборник рассказов писателя: «Половодье» — о колчаковщине, где автор выступил как очевидец описываемых событий и активный участник.
Темы творчества — Гражданская война в Сибири, также хорошо известен как автор произведений о сибирской природе, его перу принадлежит также немало произведений для детей.

Урманов выступает как знаток природы, тонкий пейзажист, художник светлого мироощущения. Нередко в его очерки и рассказы включаются стихотворения в прозе («Березы в алмазах» и др.). Картины природы Урманов сочетает с яркими зарисовками народной жизни и народных характеров.— Краткая литературная энциклопедия